# باله (فیلم)
باله (انگلیسی: Fin) یک فیلم مستند آمریکایی به کارگردانی الی راث است که در سال ۲۰۲۱ منتشر شد. این فیلم دربارهٔ راث و گروهی از دانشمندان، فعالان و محققانی است که در سراسر جهان سفر می‌کنند و در حال آشکارسازی انقراض کوسه‌ها هستند. لئوناردو دی‌کاپریو و نینا دوبرو به عنوان‌تهیه کنندهٔ اجرایی ساخت فیلم را بر عهدهٔ داشته‌اند. تولید فیلم بر عهدهٔ لاینزگیت فیلمز، پیگریم مدیا گروپ و اپین وی پروداکشنز و عرضه‌اش بر عهده دیسکاوری پلاس بوده‌است.
این فیلم در ۱۳ ژوئیه ۲۰۲۱ توسط دیسکاوری پلاس منتشر شد.